# Jorge de Juan
Jorge de Juan García (Cartagena, 6 de junio de 1961) es un actor, productor y director de cine y teatro español, de nombre artístico Jorge de Juan. Ha creado en 2016 the Spanish Theatre Company que es la única charity (organización sin ánimo de lucro) en la historia del teatro británico dedicada a la producción de obras españolas y latinoamericanas. Esta charity representa sus obras en el Cervantes Theatre de Londres situado en Southwark.

## Biografía
Nace en la ciudad de Cartagena (España) en 1961 en el seno de una familia muy artística. Su abuelo materno, Alfredo García Abad, profesor de violín y Director del Conservatorio de Música y Declamación de Cartagena; su abuela, Encarna, profesora de piano (de este matrimonio nació el tío de Jorge de Juan, Gregorio García Segura, gran compositor y maestro musical español y su hermano Alfredo García Segura, pianista, arreglista y compositor..
Un tío abuelo paterno, Josep María Juan García, autor teatral valenciano; su tío abuelo materno, José Segura López, era un actor y director teatral cartagenero con compañía propia, representando grandes comedias y dramas de la época por los pueblos y ciudades de España. En esa modesta compañía se conocieron sus padres que trabajaban como intérpretes, profesión que abandonaron al poco de casarse.

Con todo este pasado familiar artístico, Jorge de Juan, decide ser actor e ingresar en la Real Escuela Superior de Arte Dramático de Madrid, en el año 1978, donde se licenció tres años más tarde y donde interperetó su primer gran personaje, el príncipe de Yvonne, princesa de Borgoña dirigido por su maestro Jorge Eines.
Debuta, en el año 1979, aún en la escuela, dirigido por Josefina Molina, en el Teatro Marquina de Madrid, en Cinco horas con Mario de la mano de Lola Herrera. Enseguida le llamó Miguel Narros para su Macbeth  en el Teatro Español. 

Un año más tarde viaja a Londres donde estudia dirección y producción en la British Theatre Association, con directores como Clifford Williams; voz con Michael McCallion; clases con David Perry, y su ayudantía de dirección junto a Sir Ian McKellen en su espectáculo Acting Shakespeare.
A su vuelta, Jaime Chávarri, le llama para debutar en lo que sería su primera película, Las bicicletas son para el verano y José Luis Gómez (en lo que sería su primer trabajo con él) para el gran éxito Edipo rey dirigida por Stavros Doufexis. 

A partir de ahí, Jorge de Juan intercala sus trabajos como actor con la producción, tanto de teatro como cinematográfica, y más tarde llegan sus trabajos como director.
Numerosos montajes teatrales avalan su experiencia como actor con directores de la talla del mencionado José Luis Gómez, Miguel Narros, Clifford Williams, Stavros Doufexis, Guillermo Heras y Pierre Audi, entre otros. Produce e interpreta El beso de la Mujer Araña, dirigida por Felipe Vega.
En el año 2000, el éxito de la obra La Mujer de Negro, le lleva a representar más de 400 funciones junto a Emilio Gutiérrez Caba.
Esta misma obra es producida por él, en el año 2007, de nuevo junto a Emilio Gutiérrez Caba  y dirigida por Eduardo Bazo, que les lleva a cosechar un nuevo éxito y llegar hasta las mil funciones entre los dos montajes.
En el año 2009 produce, codirige y protagoniza la obra de teatro Los 39 escalones adaptación de Patrick Barlow del clásico de Hitchcock, versión del propio Jorge de Juan.
En el año 2012 protagoniza Hay que deshacer la casa  bajo la dirección de Andoni Ferreño. Y vuelve a protagonizar, producir y codirigir una nueva versión de Los 39 escalones.

Como actor de cine y de televisión ha trabajado en un total de treinta y seis películas y series en las que destaca sus papeles protagonistas en El mejor de los tiempos, Mientras haya luz, Nadie como tú, Manos de seda, Aquitania, Otra Ciudad y La sombra de Caín Para que nadie olvide tu nombre e Imaginario  entre otras.
Abre los ojos, One of the Hollywood Ten, Beltenebros, Pasiones rotas, Brujas, Talk of Angels, Las razones de mis amigos, Las bicicletas son para el verano, etc, forman parte de sus colaboraciones cinematográficas, tanto españolas como extranjeras.
Su último trabajo como protagonista ha sido la película Imaginario de Pablo Cantos y Aquitania de Rafa Montesinos, además de haber protagonizado la Tv-movie Para que nadie olvide tu nombre de César Martínez, y participado en las películas de Kepa Sojo y César Martínez El síndrome de Svensson y Arena en los bolsillos, respectivamente, así como en la serie El síndrome de Ulises para Ficción Tv y A3. 

Recientemente ha trabajado en Sangre en la nieve dirigida por Gerardo Herrero.

Ha sido galardonado con el Premio Francisco Rabal de Cine por su papel protagonista en El mejor de los tiempos, de Felipe Vega, (Premiada en el Festival Internacional de San Sebastián). Obtuvo el Premio de la Cartelera Turia de Teatro 1999 por su interpretación en La Mujer de Negro. [cita requerida]
Entre sus trabajos más significativos figura el haber sido el director de El Palenque en la Exposición Universal de Sevilla de 1992. Durante tres años y medio se encargó de coordinar los trabajos de construcción de este espacio de 10.000 m², diseño de contenidos, contratación de personal, gestión y contratación de espectáculos, así como de elaborar un Plan de Operaciones específico para el periodo Expo.Bajo su dirección se desarrollaron, durante seis meses, 1162 actuaciones, además de los actos protocolarios de 110 países, empresas y organismos oficiales, encargándose de recibir personalmente a reyes, Jefes de Estado, Presidentes de Gobiernos, Ministros y demás personalidades.

Fruto de todo este experiencia crea en Valencia, El palenque producciones S.L., con la vocación de desarrollar proyectos cinematográficos y teatrales cuyo primer trabajo es el cortometraje M de amor  y la producción de Miradas y Tal como lo vemos, serie de 48 capítulos de 30’ sobre diferentes temas de la Comunidad Valenciana, por encargo de la Consellería Portavoz de Gobierno.
Ha producido el largometraje Bala Perdida  guion del mismo Jorge de Juan, protagonizado por David Carradine, Juanjo Puigcorbé, Mercedes Sampietro y Emilio Gutiérrez Caba, entre otros, (Premio al Mejor Largometraje y Mejor banda sonora en La Mostra Cinema de Valencia) y coproductor de Imaginario con Dexiderius Producciones.
También es Productor Asociado de la película del director serbio Goran Markovic, Kordón  Gran Premio del festival de Montreal, Premio de Los Nuevos Realizadores en el Festival de Montpellier, Premio Especial del Jurado en el Festival de Orense).
Dirige y produce la película documental Ricardo Muñoz Suay. Memorias del otro. 

Sus últimos trabajos ha sido codirigir, con Eduardo Bazo, y producir el éxito teatral Al final del Arcoíris, de Peter Quilter, en el teatro Marquina de Madrid. Y Drácula, llevando la Producción Ejecutiva y la codirección del espectáculo también.
Su último guion, Sólo un gigoló, fue subvencionado por el IVAC. También ha realizado las versiones de Los 39 escalones, Al final del Arcoíris y Drácula. Durante 3 años fue Presidente de FEVA, Federación del Audiovisual Valenciano, que representa a un sector de más de 4000 profesionales y empresas.

Fue Consejero de Administración de AISGE (Sociedad de Gestión de Derechos de Actores e Intérpretes) y patrono de la Fundación AISGE. Es miembro de la Academia de las Artes y de las Ciencias Cinematográficas de España y en dos ocasiones, miembro del Comité de Expertos del Ministerio de Cultura (ICAA).
Actualmente vive en Londres, donde fundó la Spanish Theatre Company que es la primera "charity"  (organización sin ánimo de lucro) dedicada a la difusión de obras tanto españolas como latinoamericanas en Londres. En noviembre de 2016, construyó en Londres el Cervantes Theatre para acoger a the Spanish Theatre Company. También es director asociado de compañías como Fourth Monkey, donde ha dirigido The Grain Store y The Public. Como director en la Spanish Theatre Company, ha realizado diferentes producciones, como Yerma, La Casa de Bernarda Alba, Bodas de Sangre y El juez de los divorcios...y otros. Además, es el dramaturgo de la coreografía M-Dao del espectáculo She Said, para el English National Ballet, coreografiado por Yabin Wang.[cita requerida]

## Filmografía
Como actor protagonista
- Mientras haya luz. 1986
- El anónimo...¡Vaya papelón!. 1989.
- El mejor de los tiempos.1989
- No te compliques la vida. 1990.
- Nadie como tú. 1996.
- Manos de seda. 1998.
- La sombra de Caín. 1999.
- Aquitania. 2004.
- Imaginario. 2008.
- Siete minutos. 2009.

Como actor secundario
- Las bicicletas son para el verano. 1984.
- La reina del mate. 1984.
- Beltenebros. 1990.
- Los peores años de nuestra vida. 1993.
- Talk of angels (Pasiones rotas). 1994.
- Brujas. 1995.
- Puede ser divertido. 1995.
- Abre los ojos. 1997.
- Las razones de mis amigos. 1999.
- Una ciudad de otro mundo. 2000.
- Punto de mira. 2000.
- Saharaui, historias de una guerra. 2003.[22]
- El síndrome de Svensson. 2005.
- Arena en los bolsillos. 2005.
- Silencio en la nieve. 2011.[23]
- Grimsby 2016.

## Televisión
Como actor protagonista
- Lope enamorado. 2018
- Insomaniac. 2014.
- Para que nadie olvide tu nombre. Tv movie para Canal NOU, TV3 y FORTA. 2005.[24]
- Otra ciudad. 2003.
- El beso de la mujer araña. Grabación de la obra para TVE. 1996.
- hospital. Serie de Antena 3. 1996.
- passover. Film para la BBC. (Como actor y Productor ejecutivo). 1993.
- El número marcado. Elías Querejeta para TVE. 1987.
- Los caprichos . Para TVE. 1984.

Como actor secundario
- Cuéntame cómo pasó Serie de ficción para RTVE. 2014.
- El síndrome de Ulises. Serie de ficción TV para A3
- Un chupete para ella. Para A3. 2000-01.
- Turno de oficio. TVE. 1985.
- Página de sucesos . Para TVE. 1984.
- Ricardo III. Grabación de la obra para TVE. 1983.

## Teatro
Como actor protagonista
- Hay que deshacer la casa.2013.
- Los 39 escalones 2012/13.
- Hay que deshacer la casa. 2011/12.
- La mujer de negro de Susan Hill y Stephen Mallatratt. 2006/08.
- La mujer de negro de Susan Hill y Stephen Mallatratt. 1998/00.
- El beso de la mujer araña. (Como actor y productor). 1995/6.
- Caricias. 1994.-
- Motor. 1988.
- Bodas de sangre 1985.[25]
- Medea es un buen chico. 1984.
- La ciudad y los perros 1982.
- Yvonne, princesa de Borgoña de Gombrowich. 1981.
- Calígula 1979.

## Director y Productor

### Director
- Yerma. 2019.[26]
- La casa de Bernarda Alba. Director de la obra de Lorca con la compañía de teatro fundada en 2014 por el actor: The Spanish Theatre Company (STC).  2017/2018.
- El juez de los divorcios ...Y otros. 2017.
- The grain store. 2016.
- Bodas de sangre dirige la obra para The Spanish Theatre Company, representada en el Cervantes Theatre de Londres. 2016.
- El público. En colaboración con Fourth Monkey. 2015.
- El juez de los divorcios. 2015.
- Los 39 escalones. Director de la nueva versión de (Alfred Hitchcock) de Patrick Barlow adaptada por Jorge de Juan. Producido por su propia productora. 2012
- Drácula de H.Deane y J.Balderston en versión de Jorge de Juan. Codirige, junto a Eduardo Bazo, y hace la Producción Ejecutiva, para el Teatro Marquina. 2012
- Al final del arco iris de Peter Quilter. Codirige, junto a Eduardo Bazo, y produce, para el Teatro Marquina. 2011
- Ricardo Muñoz Suay. Memorias del Otro. Dirige y produce el documental. 2009
- Director de El Palenque en la Exposición Universal de Sevilla (1992). 1990/92.
- Funda 2Cs en Madrid, empresa, con sede en Londres, dedicada a la producción multimedia, donde produce y realiza vídeos y presentaciones de empresa. 1989.
- Trabaja en numerosos rodajes publicitarios como ayudante de dirección, producción y director de casting para numerosas marcas comerciales.

### Productor
- La golondrina[27] productor en el Cervantes Theatre de Londres. 2018.
- Nueva dramaturgia española[28] productor del Ciclo I. En este ciclo se incluye la obra de MI PEQUEÑO PONI dirigida por Jorge de Juan. 2017
- Kordon. Productor asociado del largometraje del director serbio Goran Markovic (Gran Premio del festival de Montreal, Premio al Mejor Largometraje, Premio Especial del Jurado en Festival de Orense. 2003
- Bala perdida. Productor y guionista (Dirigido por Pau Martínez y protagonizado por David Carradine y Juanjo Puigcorbé. Premio al Mejor Largometraje y Mejor banda sonora en La Mostra Cinema de Valencia). 2002
- M de amor. Cortometraje (Dirigido por Pau Martínez). 2001. Producido por su Productora El Palenque Producciones S.L., en Valencia. 2001

## Lecturas dramatizadas
- Don Perlimplín con Belisa en el jardín. 2017.
- El maleficio de la mariposa. 2017.
- La lengua en pedazos. 2015.
- Nina. 2015.
- Eloísa está debajo de un almendro. 2015.
- La noche.  2015.
- Olvida los tambores. 2014.
- El local de Bernardeta. 2014.
- Hay que deshacer la casa. 2014.

## Premios
Semana de cine español de Murcia
| Año  | Premio                           | Categoría                                 | Película                | Resultado |
| ---- | -------------------------------- | ----------------------------------------- | ----------------------- | --------- |
| 1990 | Premios Francisco Rabal          | Mejor actor                               | El Mejor de los Tiempos | Ganador   |
| 1999 | Premios Turia                    | Premio Especial Teatro                    | La Mujer de Negro       | Ganador   |
| 2003 | Mostra de Valencia Cinema Awards | Mejor película Mejor banda sonora         | Bala Perdida            | Ganador   |
| 2003 | Montréal World Film Festival     | Grand Prix des Amériques (Mejor Película) | Kordon                  | Ganador   |